# سئو هیون سوک
سئو هیون سوک (کره‌ای: 서현숙؛ زادهٔ ۶ ژانویهٔ ۱۹۹۲) بازیکن فوتبال اهل کره جنوبی است.
وی همچنین در تیم‌های ملی فوتبال South Korea women's national under-17 football team, South Korea women's national under-20 football team، و زنان کره جنوبی بازی کرده‌است.